# Challenger de Floridablanca
El Seguros Bolívar Open Bucaramanga es un torneo profesional de tenis. Pertenece al ATP Challenger Series. Se juega desde el año 2009 sobre pistas de polvo de ladrillo en las canchas del Club Campestre de Bucaramanga en la ciudad de Floridablanca, Colombia.

A partir del año 2014 el torneo pasó a llamarse Bucaramanga Open.

## Palmarés[2]

### Individuales
| Año  | Campeón           | Finalista            | Resultado     |
| ---- | ----------------- | -------------------- | ------------- |
| 2017 | Guido Pella       | Facundo Argüello     | 6-3, 6-4      |
| 2016 | Gerald Melzer     | Paolo Lorenzi        | 6-3, 6-1, 7-5 |
| 2015 | Daniel Gimeno     | Gastao Elías         | 6-3, 6-1, 7-5 |
| 2014 | Alejandro Falla   | Paolo Lorenzi        | 7-5, 6-1      |
| 2013 | Federico Delbonis | Wayne Odesnik        | 7-6(4), 6-3   |
| 2012 | Wayne Odesnik     | Adrian Ungur         | 6–1, 7–6(4)   |
| 2011 | Éric Prodon       | Fernando Romboli     | 6–3, 4–6, 6–1 |
| 2010 | Eduardo Schwank   | Juan Pablo Brzezicki | 6-4, 6-2      |
| 2009 | Horacio Zeballos  | Carlos Salamanca     | 7-5, 6-2      |

### Dobles
| Año  | Campeones                         | Finalistas                            | Resultado           |
| ---- | --------------------------------- | ------------------------------------- | ------------------- |
| 2017 | Sergio Galdós Nicolás Jarry       | Sekou Bangoura Evan King              | 6–3, 5–7, [10–1]    |
| 2016 | Julio Peralta Horacio Zeballos    | Sergio Galdós Luis David Martínez     | 6–2, 6–2            |
| 2015 | Guillermo Durán Andrés Molteni    | Nicolás Barrientos Eduardo Struvay    | 7–5, 6–7(8), [10–0] |
| 2014 | Juan Sebastián Cabal Robert Farah | Kevin King Juan-Carlos Spir           | 7-6(3), 6-3         |
| 2013 | Franko Škugor Marcelo Demoliner   | Sergio Galdós Marco Trungelliti       | 7-6(8), 6-2         |
| 2012 | Ariel Behar Horacio Zeballos      | Miguel Ángel López Jaén Paolo Lorenzi | 6–4, 7–6(5)         |
| 2011 | Juan Sebastián Cabal Robert Farah | Pablo Galdón Andrés Molteni           | 6-1, 6-2            |
| 2010 | Pere Riba Santiago Ventura        | Marcelo Demoliner Rodrigo Guidolin    | 6-2, 6-2            |
| 2009 | Diego Álvarez Carles Poch-Gradin  | Carlos Avellán Eric Gomes             | 7-6(7), 6-1         |